# Miljanovci (Doboj)
Miljanovci (szerbül: Миљановци), település Bosznia-Hercegovinában, a Szerb Köztársaság északi régiójában Doboj községben. Miljanovci településnek a Doboj községhez került lakatlan része.

## Fekvése
A település Bosznia-Hercegovina északi részén, Dobojtól légvonalban 12, közúton 23 km-re nyugatra, a Krnjin régióban található.

## Népessége
| Nemzetiségi csoport | Népesség 1991 | Népesség 2013 |
| ------------------- | ------------- | ------------- |
| Szerb               | 4             | 0             |
| Bosnyák             | 939           | 0             |
| Horvát              | 107           | 0             |
| Jugoszláv           | 5             | 0             |
| Egyéb               | 5             | 0             |
| Összesen            | 1060          | 0             |

## Története
A település 1878-ig tartozott az Oszmán Birodalomhoz, ekkor a berlini kongresszus határozata alapján az Osztrák-Magyar Monarchia része lett. 1879-ben az első osztrák-magyar népszámlálás során a Tešanji járáshoz és Miljanovci községhez tartozó településnek 83 háztartása, 447 muszlim és 107 római katolikus lakosa volt. 1910-ben a Tesanji járáshoz tartozó településen 150 háztartást, 721 muszlim és 177 római katolikus lakost találtak. A monarchia szétesésével 1918-ban előbb a Szerb-Horvát-Szlovén Királyság, majd 1929-től a Jugoszláv Királyság része lett. 1921-ben a Doboji járáshoz tartozó községnek 832 lakosa volt, melyből 668 muszlim és 164 római katolikus volt. Az 1929-es törvény értelmében, amikor Bosznia-Hercegovinát négy banovinára, Drinskára, Vrbaskára, Zetskára és Primorskára osztották, a település a Vrbaska banovina része lett, amelynek székhelye Banja Luka volt.
A második világháborúban Jugoszlávia megszállása után a Független Horvát Állam (NDH) része lett. A második világháború után 1992-ig a település a szocialista Jugoszlávia keretében a Bosznia-Hercegovinai Népköztársaság része volt. A boszniai háborút lezáró daytoni békeszerződés rendelkezése alapján az ország területét felosztották a Bosznia-hercegovinai Föderáció és a boszniai Szerb Köztársaság között.  A békeszerződés utáni területmegosztási megállapodás értelmében a háború előtti település területének nyugati északi, lakatlan része, 3,11 km2 területtel a Boszniai Szerb Köztársasághoz és Doboj községhez került, míg a település területének horvátok és muszlimok lakta része, 1,37 km2 területtel a Bosznia-hercegovinai Föderáció Zenica-Doboji kantonjában levő Tešanj község területénél maradt.